# Parti nationaliste basque (France)
Pour l’article homonyme, voir Parti nationaliste basque.
Le Parti nationaliste basque (EAJ-PNB) est la branche française du parti Euzko Alderdi Jeltzalea (EAJ-PNV). 

## Histoire
L'EAJ a été créé en 1895 à Bilbao par Sabino Arana Goiri.
Il ne mène une activité politique que depuis 1996 en France[réf. nécessaire].
En 2024, Pantxoa Bimboire Haritschelhar prend la direction du parti à la place de Peio Etxeleku.

## Place dans le paysage politique français

### Alliances politiques
L'EAJ-PNB est adhérent depuis 1997 à l'organisation politique Régions et peuples solidaires qui est une fédération de partis régionalistes ou autonomistes en France, et depuis 2022 de Pays unis.

## Programme et orientations
Au cours des dernières élections, l'EAJ-PNB souhaite la création en Pays basque nord d'une Collectivité territoriale du Pays Basque qui serait une collectivité territoriale aux compétences élargies à l'instar des statuts Corse ou des territoires ultra-marins. Ce projet serait la pierre angulaire de leur politique nationaliste.

### Politique linguistique autour du basque
L'EAJ-PNB souhaite par exemple l'utilisation bilingue du français et du basque sur les panneaux de la circulation ou encore la possibilité de porter des prénoms basques, notamment s'ils contiennent la tilde qui est sujette à controverse en France quant à son utilisation. L'intégration de l'euskara par l'école laisserait la possibilité aux établissements d'enseignement à choisir entre trois méthodes d’enseignement de la langue : immersive, bilingue ou optionnelle dès la maternelle.

## Organisation interne

### Dirigeants
- Txaro Goikolea (2009-2016)[6]
- Paco Arizmendi (2016-2021)
- Peio Etxeleku (2021-2024)[7]
- Pantxoa Bimboire Haritschelhar (depuis 2024)[1]